# Glaucostola maroniensis
Glaucostola maroniensis är en fjärilsart som beskrevs av James John Joicey och Talbot 1918. Glaucostola maroniensis ingår i släktet Glaucostola och familjen björnspinnare. Inga underarter finns listade i Catalogue of Life.